# 입실론 파이 엡실론
입실론 파이 엡실론(영어: Upsilon Pi Epsilon, ΥΠΕ)은 컴퓨팅 및 정보 학계의 국제 아너 소사이어티로서, 이 분야에서는 최초이자 유일한 아너 소사이어티 단체이다.
1967년 텍사스 A&M 대학교에 설립된 UPE는 전세계 각 지역 대학에 210개 지부를 두고 있다. 세계에서 가장 큰 컴퓨터 관련 단체인 ACM과 IEEE 컴퓨터 소사이어티의 공식적인 지지를 받고 있다. 컴퓨터 과학 및 컴퓨터 엔지니어링 분야의 우수 학생들을 선발하는 것 외에도 ACM 국제 대학생 프로그래밍 대회의 운영에 깊이 관여하고 있다.
UPE의 회원 자격은 다른 많은 아너 소사이어티들과 마찬가지로 영구적이다. 새롭게 회원 자격을 부여 받은 학생들은 1년간 무료로 ACM의 학생 회원 자격을 갖게 된다. UPE는 UPE 및 ACM 회원들을 위한 다양한 장학제도도 운영하고 있다.